# Португальский реал
Португальский реал — денежная единица Португалии с 1433 по 1911 год. Он заменил динейро по курсу 1 реал = 840 динейро, и сам в свою очередь был заменён на эскудо по курсу 1 эскудо = 1000 реалов.

## История
Впервые реал был введён в обращение королём Фернанду I в 1380 году — это была серебряная монета, равная 120 динейро (10 сольдо или ½ либры). Во время правления Жуана I (1385—1433) в обращение были введены реал бранко, достоинством в 3½ либры, и реал прето, достоинством в 7 сольдо (1⁄10 реал бранко). С началом правления короля Дуарте I в 1433 году денежной единицей Португалии стал реал бранко (равный 840 динейро). Со времён правления короля Мануэла I название было сокращено до «реал», а монеты стали чеканиться из меди.
В 1837 году для монет была введена десятичная система, а в 1847 году Banco de Portugal выпустил первые банкноты. В 1854 году Португалия перешла на золотой стандарт, в соответствии с которым 1000 реалов = 1,62585 г золота. Стандарт сохранялся до 1891 года.
Крупные суммы обычно номинировались в «миль-рейсах» («мильрейсах»), то есть в тысячах реалов — этот термин можно часто встретить в португальской литературе XIX века. Цифрами мильрейс записывался как 1$000, то есть 60.000 реалов могли быть записаны как 60$000 или 60 миль-рейсов.
В 1911 году реал был заменён на эскудо. Миллион реалов по-португальски назывался «конто де рейс», и этот термин теперь стал обозначать 1.000 эскудо, а после перехода на евро стал обозначать 5 евро (ибо при пересчёте 1 конто = 4.98797897€).
В реалах также номинировались монеты и банкноты, использовавшиеся в различных частях Португальской колониальной империи: ангольский реал, азорский реал, бразильский реал, реал Кабо Верде, мозамбикский реал, реал Португальской Гвинеи, реал Сан-Томе и Принсипи.

## Монеты

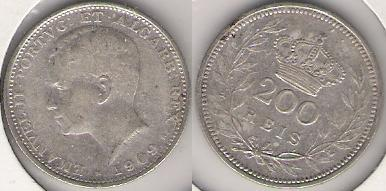

До середины XIX века чеканились монеты разного достоинства, причём их значение в реалах со временем могло возрастать. К примеру, при Жуане II в обращение была введена серебряная монета крузадо достоинством в 324 реал бранко. При Жуане III её номинал был приравнен к 400 реалам, и таковой стоимость серебряного крузадо оставалась до правления Педру II, когда она была приравнена к 480 реалам. Тем временем золотой крузадо рос в стоимости до 750 реалов во время правления Жуана IV, и до 875 реалов во время правления Афонсу VI до его отречения. Монетами, которые не меняли своей стоимости, были винтем (20 реалов) и тостао (100 реалов).
В последний раз монета в 1 реал (включая колониальные случаи) была отчеканена в 1580-х. После этого времени монетой наименьшего достоинства была монета в 1½ реала, которые чеканились до 1750-х, после чего монетой наименьшего достоинства стала монета в 3 реала. С начала XVIII века стандартной золотой монетой стала песа, равная 6400 реалов (с 1826 года — 7500 реалов).
В конце XVIII — начале XIX вв. чеканились медные монеты достоинством в 3, 5, 10, 20 и 40 реалов, серебряные монеты достоинством в 50, 60, 100, 120, 240 реалов 480, и золотые монеты достоинством в 480, 800, 1200, 1600, 3200 и 6400 реалов. Некоторые из этих монет подверглись деноминации, в результате чего их достоинство перестало соответствовать прежним номиналам: так, на монетах в 240 и 480 реалов стали писать 200 и 400 соответственно.
В 1837 году была введена десятичная система. Теперь чеканились медные (с 1882 года — бронзовые) монеты достоинством в 3, 5, 10 и 20 реалов, серебряные монеты достоинством в 50, 100, 200, 500 и 1000 реалов, и золотые монеты достоинством в 1000, 2000, 2500, 5000 и 10,000 реалов. В 1875 году была отчеканена последняя монета достоинством в 3 реала. В 1900 году чеканились медно-никелевые монеты достоинством в 50 и 100 реалов.

## Банкноты

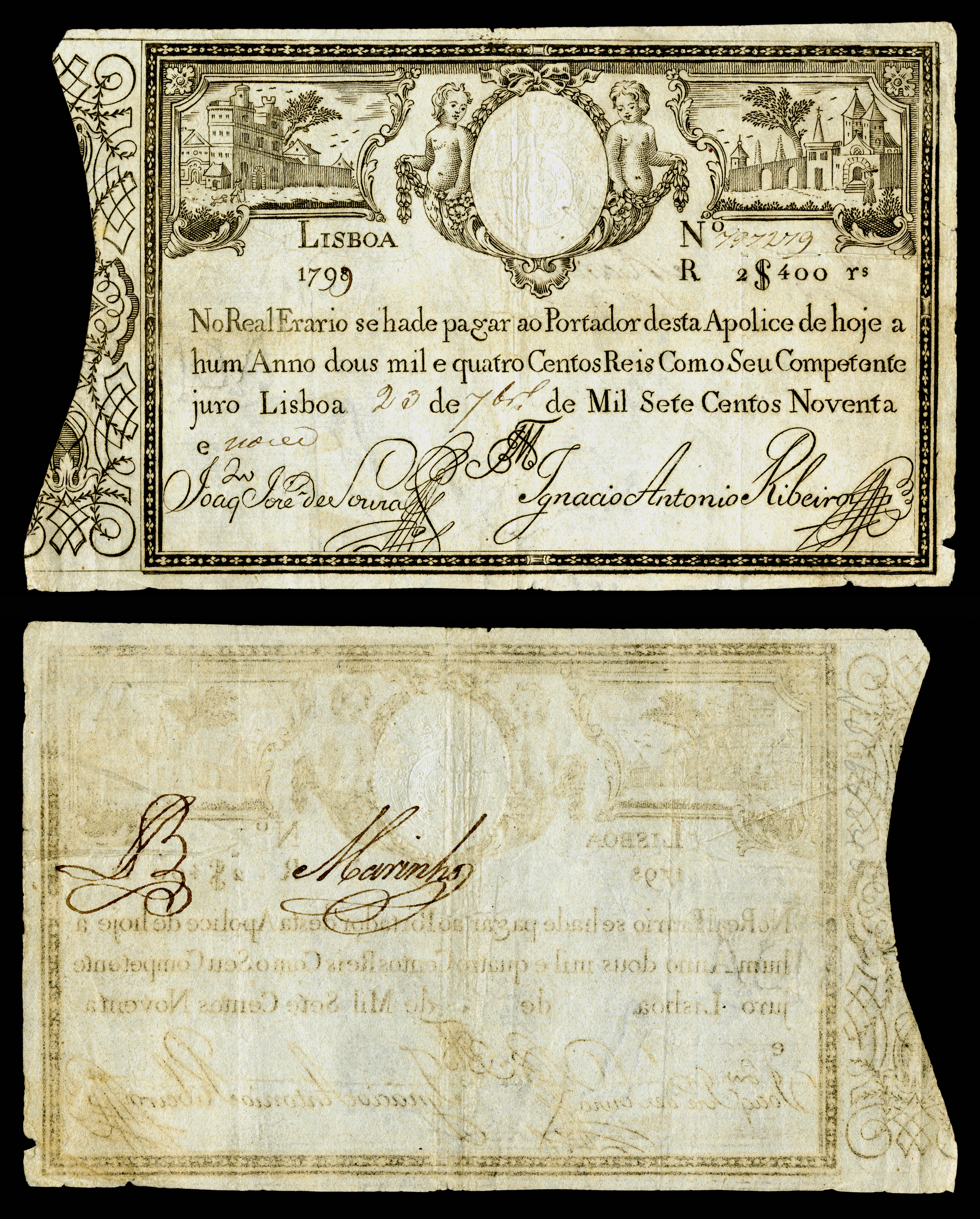
2400 португальских реалов 1799 года

Первые португальские бумажные деньги были выпущены правительством в 1797 году. Вплоть до 1807 года выпускались банкноты номиналом в 1200, 2400, 5000, 6400, 10,000, 12,000 и 20,000 реалов. Некоторые из них были в обращении вплоть до Мигелистских войн.
Начиная с 1820 годов бумажные деньги стали выпускаться некоторыми частными банками. Интенсивнее всего выпуском денег занимался Banco de Lisboa, чьи банкноты номинировались как в реалах, так и в моэдах (1 моэда = 4800 реалов). Данный банк выпускал банкноты номиналом в 1200 и 2400 реалов, а также в 1, 4, 10, 20, 50 и 100 моэд. Banco Commercial de Braga, Banco Commercial do Porto, Banco de Guimaraes и Banco Industrial do Porto с 1833 по 1877 годы выпускали чеки на предъявителя, принимаемые другими банками.
В 1847 году Банк Португалии выпустил банкноты номиналом в 10.000 и 20.000 реалов. С 1833 года выпускались банкноты номиналом в 5000 реалов, с 1886 — в 50.000 реалов. В 1891 году Монетный двор выпустил банкноты номиналом в 50 и 100 реалов, а Банк Португалии — номиналом в 200, 500, 1000 и 2500 реалов, после чего в 1894 году выпустил в обращение банкноту в 100.000 реалов.